# Ježov (Vysočina)
Ježov è un comune della Repubblica Ceca facente parte del distretto di Pelhřimov, nella regione di Vysočina.